# بوروبونگ
بوروبونگ (به لاتین: Bborubong) یک کوه است که در کره جنوبی واقع شده‌است. بوروبونگ ۷۱۰ متر بالاتر از سطح دریا واقع شده‌است.